# أسماك مفلطحة يمينية العيون
الأسماك المفلطحة يمينية العيون أو جنبيات السباحة أو جانبيَّات العَوْم أو مُفَلطَحات (الاسم العلمي Pleuronectidae)، فصيلة أسماك بحرية من رتبة شعاعيات الزعانف. معظم أنواعها وأجناسها تعيش في قيعان البحار.